# Linia kolejowa nr 720
Linia kolejowa nr 720 – jednotorowa, zelektryfikowana linia kolejowa znaczenia miejscowego łącząca rozjazd nr 8 z grupą torów stacji Sosnowiec Jęzor.